# The Mystery of Room 643
The Mystery of Room 643 è un cortometraggio muto del 1914. Il nome del regista non viene riportato.

## Trama
Il detective Richard Neal deve indagare sulla sparizione di alcuni preziosi documenti.

## Produzione
Il film fu prodotto dalla Essanay Film Manufacturing Company.

## Distribuzione
Distribuito dalla General Film Company, il film - un cortometraggio di due bobine - uscì nelle sale cinematografiche statunitensi il 2 maggio 1914.